# Pseudupeneus maculatus
O Pseudupeneus maculatus é uma espécie tropical de peixe perciforme da família dos mulídeos, comummente denominada saramunete ou beija-moça.
Tais animais chegam a medir até 30 cm de comprimento, com um corpo fusiforme, variando de branco a marrom com três grandes manchas escuras no dorso, cabeça com linhas azuis diagonais e dois barbilhões táteis no queixo.
São demersais costeiros, comum em fundos rochosos e coralinos, em bolsões de areia e cascalho ou banco de algas próximos da costa, 1 a 30 metros de profundidade, preferindo águas claras. Sua carne é considerada de boa qualidade, apresentando um bom valor econômico.
Medem em geral, 21 cm, podendo chegar a medir 30 cm.
São peixes alongados,com um par de barbilhões flexíveis (função sensorial) no queixo; focinho longo, quase reto; maxilar não alcança margem ocular; opérculo com espinho evidente; nadadeiras dorsais separadas e caudal furcada; escamas grandes, do tipo ctenóides. Cor variável, branco a rosa forte ou marrom, com duas ou três manchas escuras arredondadas no flanco; linhas azuis diagonais na cabeça; pode haver estrias amareladas no ventre, a cor varia conforme o ambiente.